# Mortal Longing (album)
Mortal Longing è il terzo album in studio del gruppo musicale statunitense Sleepthief, previsto per agosto 2018 che conterrà diciassette tracce. Tra le voci prescelte i già noti Coury Palermo (nella ballad "Zero Sum"), Kirsty Hawkshaw, Kristy Thirsk, Jody Quine (oltre al singolo, canterà sul pezzo Falcon in Snow ispirato alla leggenda di Ginevra e Lancillotto) e le novità Stine Grove, Carla Werner, Phildel (nei pezzi "Dust & Cloud" e "Where The Heart Is"), Julia Beyer. Una nuova versione della cover di Send Me An Angel è stata pubblicata a dicembre 2012, più orchestrale rispetto a quella già uscita nel 2009. Un nuovo singolo "This Means War" con Joanna Stevens alla voce è stato registrato in giugno ed è stato distribuito in novembre, come anticipazione del nuovo album. Il 28 giugno 2013 è stata lanciata la campagna per raccogliere fondi per il terzo album, conclusasi con quasi 9,000 dollari di fondi raccolti.
Nel 2014 è stato pubblicato il terzo singolo "Dust & Cloud", seguito 4 anni dopo da "The Sandshaper" dal video di ispirazione medio-orientale.

## Tracce
1. Airmid (feat. Stine Grove)
2. Mortal Longing (feat. Jody Quine) – 3:59 (Elswick, Quine)
3. The Lion's Roar (feat. Zoë Johnston)
4. The Wood Beyond the Wall (feat. Kirsty Hawkshaw)
5. The Last of Our Kind (feat. Roberta Harrison)
6. Bruised By a Breath (feat. Shelley Harland)
7. Zero Sum (feat. Coury Palermo)
8. Dust & Cloud (feat. Phildel) – 4:07 (Elswick, Phildel)
9. The Kingdom of Summer (feat. Carla Werner)
10. The Sandshaper (feat. Kirsty Hawkshaw)
11. Big in Japan (feat. Kyoko Baertsoen) (original by Alphaville) (Elswick, Alphaville, KYOKO)
12. Semblance of Myself (feat. Julia Beyer)
13. This Means War (feat. Joanna Stevens) (Album Version) – 4:22 (Elswick, Stevens)
14. Asleep in Metropolis (feat. Caroline Lavelle)
15. Andromache (feat. Stine Grove)
16. The Falcon in the Snow (feat. Jody Quine) (Elswick, Quine)
17. Where the Heart Is (feat. Phildel) (Elswick, Phildel)